# Nikare II
Nikare II fou un faraó que va governar a algun lloc de l'antic Egipte però no es pot ubicar cronològicament. Pot correspondre a qualsevol de les dinasties entre la dinastia XIII i la dinastia XVII però el més probable és que sigui de la dinastia XIV.
Nikare fou el seu nom de regne o nesut-biti, i vol dir "La meva ànima pertany a Ra". El seu nom apareix a diversos escarabats, única prova de la seva existència.